# Eastern Highlands

Podział administracyjny prowincji Eastern Highlands

Eastern Highlands – prowincja Papui-Nowej Gwinei. Ośrodkiem administracyjnym prowincji jest Goroka.